# Asperula congesta
Asperula congesta är en måreväxtart som beskrevs av Tschern.. Asperula congesta ingår i släktet färgmåror, och familjen måreväxter. Inga underarter finns listade i Catalogue of Life.